# プロット・デバイス
プロット・デバイス（物語における仕掛け）やプロット・メカニズムとは、プロットを前進させるために用いられる物語上の技法のことである。ありふれていて決まりきった仕掛けはそれに気づいた読者を困らせ、作為的・恣意的な仕掛けは読者を混乱させ、不信の停止の喪失を引き起こすことで不信感を抱かせる原因となりうる。しかし、よく練られた仕掛けや、物語の設定や登場人物から自然に出てくる仕掛けは、観客に受け入れられたり、気づかれないこともある。

## プロット・デバイスを使った物語
多くの物語（特にファンタジー）では、王冠や剣、宝石など、大きな魔法の力を持つアイテムが登場する。多くの場合、主人公はそのアイテムを見つけ出し、悪者に利用される前に正しい使い方をすることが求められる。また、悪者によってアイテムが壊されてしまった場合には、元に戻すためにライバルや敵対する相手から集めなければならない欠片を回収する必要があったり、アイテム自体が邪悪な物である場合にはそれを破壊する必要がある。場合によっては、アイテムを破壊することが悪者自身の破壊や破滅につながることもある。
映画『インディ・ジョーンズ』シリーズでは、作品ごとにジョーンズが神秘的なアーティファクトを探し求める姿が描かれている。『レイダース/失われたアーク《聖櫃》』では聖櫃を取り戻そうとし、『インディ・ジョーンズ/最後の聖戦』では聖杯を探している。また、『アラビアンナイト』の「真鍮の街」では、かつてソロモン王がジンを捕らえるために使ったという真鍮の器を探すために、考古学探検隊の一行がサハラ砂漠を旅するという物語が記されている 。
『ハリー・ポッター』シリーズのいくつかの作品は、特別なアイテムを探すことをテーマにしている。『ハリー・ポッターと賢者の石』では、ハリーは自分の通うホグワーツ魔法魔術学校に特別な力を持つ魔法の石があると信じている。ヴォルデモート卿は自分の体を取り戻すためにこの石を必要としており、ハリーはヴォルデモートの復活を阻止するためにまずこの石を探そうとする。

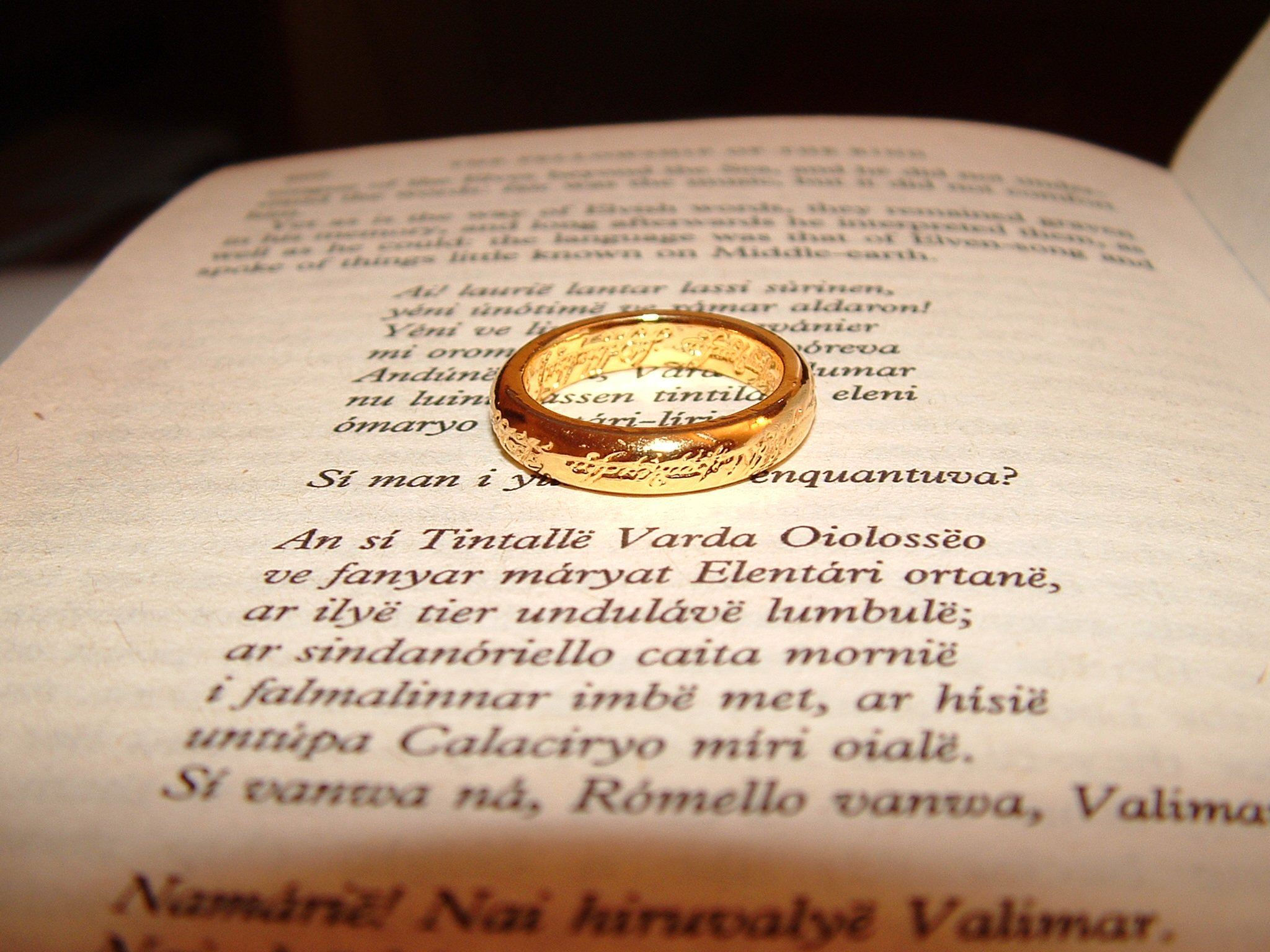
『ロード・オブ・ザ・リング』の指輪

J・R・R・トールキンの小説『指輪物語』に登場する「一つの指輪」は、それを破壊するための冒険が小説における全プロットを動かしていることから、プロット・デバイスに分類される。しかし、英国の古典学者ニック・ロウは次のように述べている。「トールキンは全体的に、指輪の力の恣意性を最小限に抑え、指輪の力がその使い手の性格を形成し、またその逆も然りという点を彼の作品を模倣する者よりも強調することで、このトリックから逃れているのである」。

## 例

### デウス・エクス・マキナ
デウス・エクス・マキナ（deus ex machina）という言葉は、物語の結末において、ありえない出来事を利用して、問題となっている状況をすべて解決し、物語を（一般的にはハッピーな）結末に導くことを意味している。
ラテン語の "deus ex machina（デウス・エクス・マキナ）"という言葉は、ギリシア悲劇の慣例に由来しており、劇の終わりに神々を演じる役者をmechane （クレーン）で舞台に降ろす場面や状況を指している。
ギリシャ悲劇詩人のエウリピデスは、絶望的な状況を解決する手段としてこのプロット・デバイスを使ったことで有名である。たとえば、エウリピデスの戯曲『アルケスティス』では、タイトルキャラクターのアルケスティスが、夫のアドメートスの命を助ける代わりに、自分の命を死に捧げることに同意する。しかし、そうすることで、アドメートスは彼女が亡くなった悲しみが消えないことを知り、自分の選択を後悔するようになる。アドメートスは罪悪感と悲しみに襲われ、彼女を引き留めたい、彼女と一緒に死にたいと望むが、子供を育てる義務に縛られてしまう。しかし、最後にヘーラクレースが現れてアルケースティスを死から救い出して彼女を生き返らせ、アドメートスを覆いつくす悲しみから彼を解放する。デウス・エクス・マキナのもう一つの例は、『ホビットの冒険』のガンダルフである。ガンダルフは、無限ともいえる魔法の力を使って、物語における他の主要人物たちを様々なトラブルから救い出す。
このプロット・デバイス（デウス・エクス・マキナ）を最初に批判した人物はアリストテレスで、彼は『詩学』の中で、「筋書きにおける問題の解決策は、劇中のそれまでの行動に続いて、内部から生じるものでなければならない」と主張している。

### 三角関係
三角関係は、恋愛やドラマでよく使われる要素であり、2人の登場人物が3人目の登場人物をめぐって愛情を奪い合う争いを意味する。

### マクガフィン
マクガフィン（MacGuffin）とは、映画監督のアルフレッド・ヒッチコックによって広められた言葉で、ある人物がある物を追い求めるが、その物の本質は物語にとって重要ではないという筋書きのことである。登場人物たちが同じ重要性を持って別の物を扱うならば、それも同じように機能する。ヒッチコックはマクガフィンについて「ペテン師の物語では、ほとんどがネックレスであり、スパイの物語では、ほとんどが書類である」と述べている。これは、『指輪物語』における「一つの指輪」のように、その性質が物語全体に不可欠なものであることと対照的である。しかし、すべての映画監督や学者が、ヒッチコックのマクガフィンの理解に同意しているわけではない。ジョージ・ルーカスによれば、「観客は、スクリーン上で決闘するヒーローや悪役と同じくらい、それ（マクガフィン）に関心を持つべきだ」という。ルーカスによれば、マクガフィンは登場人物やプロットにとって重要なものであるという。
マクガフィンは、主人公が「プロットクーポンを十分に集める過程を経て、それを物語の終盤で"物語における大団円"や"事件の解決"に交換する」だけでよいことから、プロットクーポンと呼ばれることもある（特に複数のものが必要な場合）。この"プロット・クーポン（plot coupons）"という言葉は、Nick Loweによる造語である。

### プロット・バウチャー
Nick Loweの定義によると、プロット・バウチャー（Plot voucher）とは、登場人物（特に主人公）が、その物体の使用を必要とする障害に遭遇する前に与えられる物体のことであり、たとえば「ある人物が受け取った贈り物が、後に凶弾を防ぐことになる」といったケースが該当する。

### Quibble
"屁理屈（Quibble）"とは、合意の意図する意味には法的価値がなく、合意された正確な文字通りの言葉だけが適用されるという主張に基づいている。例えば、ウィリアム・シェイクスピアは『ヴェニスの商人』でQuibbleを使っている。ポーシャは、契約書では1ポンドの肉が要求されているが、血は要求されていないので、シャイロックは肉の切り取りに際して血を流さない場合にのみ肉を回収できると指摘し、法廷でアントーニオを救っている。

### レッド・ヘリング
レッド・ヘリング（Red herring）は観客の注意を重要なことからそらす仕掛けでありミステリー、ホラー、犯罪などの物語でよく使われる。
この手法は、観客に真犯人とは別の人物が犯人であると思わせるために使われることが多い。

### 肩の天使
"Shoulder angel（肩の天使）"とは、アニメやコミック・ストリップ（時にはテレビの実写版でも）において、ドラマチックまたはユーモラスな効果として使用されるプロット・デバイスである。天使は良心を表し、誘惑を表す肩の悪魔"Shoulder devil"を伴うことが多い。登場人物の心の葛藤を簡単に表現するのに便利である。通常、天使は右肩（または近くにホバリングし）に描かれ、悪魔は左側に描かれる。これは、左側が伝統的に不誠実さや不純さを表すからである（「言語における左利きの負の関連Negative associations of left-handedness in language」を参照）。
葛藤の中心にいる人物に肩の天使と悪魔が話しかけ相談するというアイデアは、プラトンの馬車の比喩やフロイトの精神分析における「エス」「自我」「超自我」などを含む昔から豊富に存在したアイデアを受け継いだ、もともと一つであった精神が分割されたことで三者三様の見方を示すことになるというアイデアであると言える。

### その他
- 起承転結、序破急
- 風呂敷、伏線
- 勧善懲悪
- 実は死んでいない（英語版） - シャーロック・ホームズのライヘンバッハの滝での死闘後からの復活。「ギャグキャラじゃなければ死んでいた」など、人気キャラクターを作者やファンが殺せなくなったり、作風として生きている、もしくは作品を盛り上げるために一時的に死んだように装われる。
- 人格の入れ替わり
- ループもの
- なろう系
- どんでん返し(プロットツイスト)
- Marriage plot（英語版）
- カタストロフ (プロット)（英語版） - 主人公の死など劇的な悲劇

冒頭(起)
- むかしむかし（英語版）
- 暗い嵐の夜だった（英語版） - 使いまわしされ、スヌーピーなどにネタとして使われるようにもなった導入文。
- このような事態になるなんて想像もしていなかった（英語版）
- ドリームワールド (プロット)（英語版） - 不思議の国のアリスの兎の穴、おむすびころりんの鼠の穴、異世界転生・転移のように、主人公を別世界へ導き不可思議な状況に置く手法。
- 解説 (プロット)（英語版）
  - 聞いたか坊主 - 歌舞伎の演目「道成寺」「鳴神」にて、冒頭に登場して「聞いたか」と噂として坊主が案内を行う。

転
- Peripeteia（英語版）
- デストラップ（英語版） - 主人公を危機的状況におき、悪役に重要な情報をしゃべらせ逆転させるプロットデバイス

ラスト
- クライマックス
- ハッピーエンド(en:Happy ending)、バッドエンド、ユーカタストロフ

キャラクター
- 主人公（ヒーロー、ヒロイン）
- 語り手（信頼できない語り手、全知の三人称の語り手、一人語り（英語版））
- 相棒、第二主人公 - シャーロックホームズのワトソンなどのように物語を推進したり解説させるキャラクター。場合によっては敵となることもある。
- 敵役
  - 第三主人公（第三の主役）、フォイルキャラクター（英語版） - 主人公の敵として現れ、主人公と対比させることで物語や主人公を際立たせる主要キャラクター
  - 今週の悪役 - 特撮もののように毎週変わる敵
  - ビッグ・バッド（英語版） - 童話のオオカミ、アンパンマンのバイキンマン、ポケットモンスターのロケット団のように毎回敵として現れるキャラクター
- トリックスター

+ 脇役 - 主役をサポートする役

## 参照
- Dangler
- 文芸技法
- 前提 (ナラティブ)（英語版）
- ストックキャラクター
- テーマ (物語)（英語版）
- プロットホール(作品内の矛盾)
- カタルシス